# Pál Gerevich
Pál Gerevich, född den 10 augusti 1948 i Budapest, Ungern, är en ungersk fäktare som tog OS-brons i herrarnas lagtävling i sabel i samband med de olympiska fäktningstävlingarna 1980 i Moskva.